# Новопередєлкіно (станція метро)
55°38′21″ пн. ш. 37°21′16″ сх. д. / 55.639167° пн. ш. 37.354444° сх. д.
«Новопередє́лкіно» (рос. Новопеределкино) — станція Солнцевської лінії Московського метрополітену. Відкрита 30 серпня 2018 року у складі дільниці «Раменки» — «Рассказовка».

## Конструкція
Колонна двопрогінна станція мілкого закладення (глибина закладення — 16 м) з острівною платформою.

## Колійний розвиток
Станція без колійного розвитку.

## Оздоблення
Проєктом оздоблення станції займалось бюро «United Riga Architects».
Оформлення станції стилізовано під оздоблення теремів і палат старої Москви. На світильниках за допомогою перфорованих металевих панелей імітовані настінні розписи у вигляді трав'яних орнаментів, а навколо колон вестибюлів розташовані світлові короби, що нагадують склепіння палат. Для створення м'якого і розсіяного освітлення за перфорованими сталевими пластинами розміщуються світлопроникні молочні панелі зі світлодіодними випромінювачами всередині них, які дозволять змінювати кольори освітлення станції. Платформа оброблена плитами зі світлого граніту, перемежовані смугами з темного магнезиту. Стіни станції, вестибюлів, сходів і переходів будуть облицьовані панелями з алюмокомпозиту.

## Розташування та вестибюлі
Станція «Новопередєлкіно» розташована в районі Новопередєлкіно Західного адміністративного округу Москви, навпроти будинку № 36 Боровського шосе, на північний схід від перетину з вулицею Шолохова
Має два підземних вестибюля з виходами на обидва боки Боровського шосе і вулицю Шолохова.

## Пересадки
- Автобуси: 32, 166, 316, 330, 343, 374, 497, 507, 554, 579, 750, 767, 779, 812, 830, 881, 950, 950к, н11